# Barbara Carroll
Barbara Carroll, née Barbara Carole Coppersmith le 25 janvier 1925 à Worcester dans le Massachusetts et morte le 12 février 2017  à Manhattan, est une pianiste et chanteuse américaine de jazz.

## Carrière

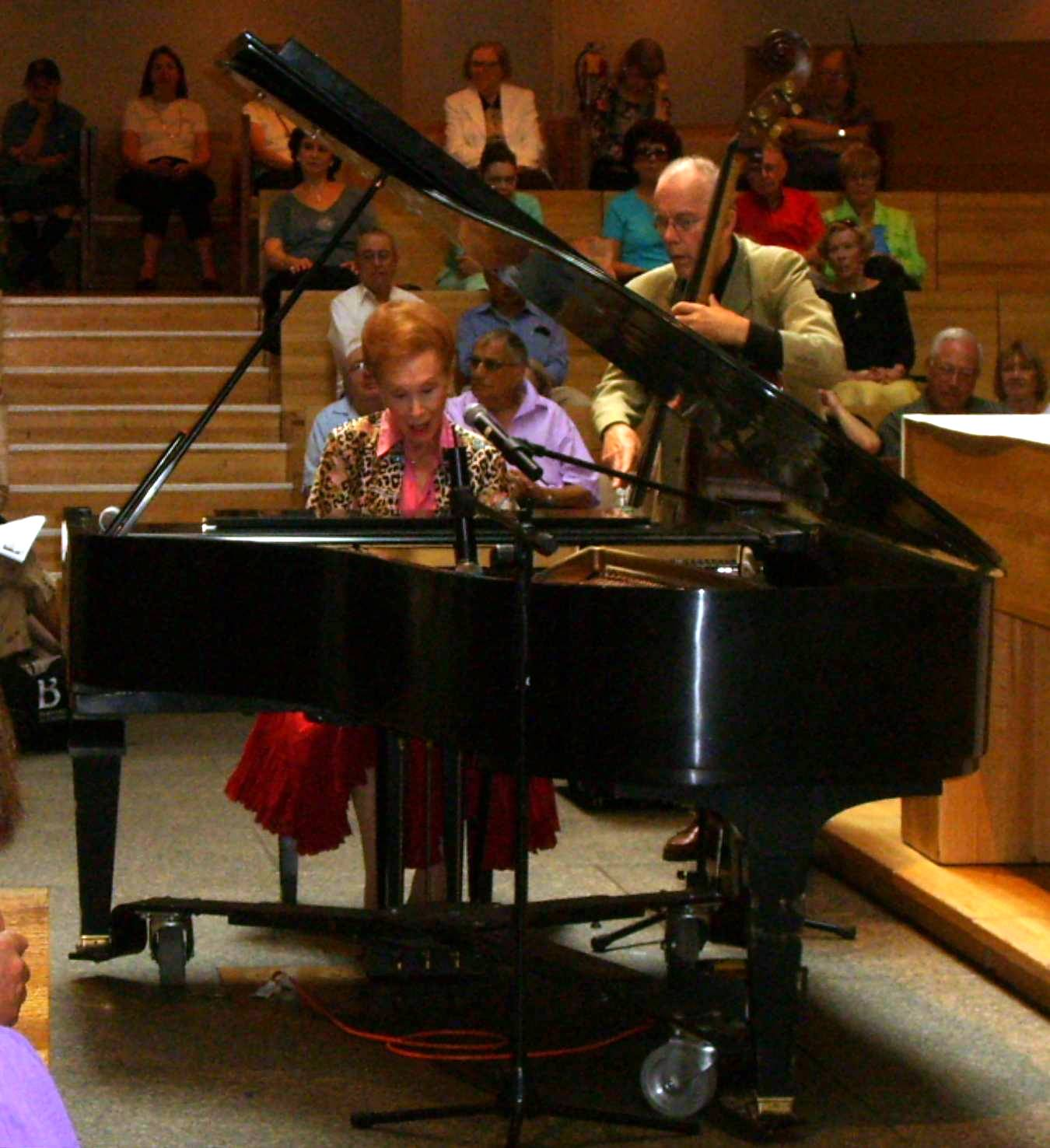
Barbara Carroll à New York en 2007, Midday Jazz à Saint Peter's Church, Lexington Avenue.

Elle commence la musique classique au piano à l'âge de huit ans, mais décide au lycée de devenir pianiste de jazz. Elle suit les cours du conservatoire de musique de la Nouvelle-Angleterre mais cesse au bout d'un an car l'emploi du temps n'est pas compatible avec son activité professionnelle dans les big bands. En 1947, Leonard Feather la qualifie de « première fille à jouer du bebop au piano ».
L'année suivante, son trio, qui comprend Chuck Wayne à la guitare et Clyde Lombardi (de) à la contrebasse, travaille un temps pour Benny Goodman. Peu après, Charlie Byrd remplace Chuck Wayne et Joe Shulman (en) remplace Clyde Lombardi. Après le départ de Charlie Byrd, Barbara Carrol décide que le trio sera composé de la batterie, de la contrebasse et du piano. Dans les années 1950, elle et sa formation travaillent sur la comédie musicale Me and Juliet (en) de Richard Rodgers et Oscar Hammerstein II.
La décennie suivante, sa carrière connaît un déclin dû au changement de goût du public et à des problèmes personnels, mais en 1972, on recommence à s'intéresser à son œuvre. En 1975, Rita Coolidge lui demande de venir enregistrer avec elle pour A&M Records. En 1978, elle part en tournée avec elle et Kris Kristofferson. Les vingt années qui suivent, elle est notoirement connue comme chanteuse de cabaret.

## Discographie
| Année d'enregistrement | Titre                             | Label                                     | Notes |
| ---------------------- | --------------------------------- | ----------------------------------------- | --- |
| 1951?                  | Piano Panorama                    | Atlantic                                  | 10" LP; réédité en 1958 : Ladies of Jazz, Atlantic, avec Mary Lou Williams 10"                                                         |
| 1953                   | Barbara Carroll Trio              | Livingston Binaural 1081-BN               | Trio, avec Joe Shulman (contrebasse), Herb Wasserman (batterie)                                                                        |
| 1954?                  | Barbara Carroll Trio              | RCA Victor                                | Trio, avec Joe Shulman (contrebasse), Herb Wasserman (batterie)                                                                        |
| 1955?                  | Lullabies in Rhythm               | RCA Victor                                | |
| 1956?                  | Have You Met Miss Carroll         | RCA Victor                                | Trio, avec Joe Shulman (contrebasse), Ralph Pollack (batterie)                                                                         |
| 1956                   | We Couldn't Just Say Goodbye      | RCA Victor                                | Trio, avec Joe Shulman (contrebasse), Joe Petti (batterie)                                                                             |
| 1957?                  | It's a Wonderful World            | RCA Victor                                | |
| 1957?                  | Funny Face                        | Verve                                     | Aussi connu sous le titre The Best of George and Ira Gershwin                                                                          |
| 1958?                  | Barbara                           | Verve                                     | |
| 1958?                  | Flower Drum Song                  | Kapp Records (en)                         | |
| 1959?                  | Why Not?                          | SESAC (en)                                | |
| 1964?                  | Hello, Dolly                      | Warner Bros.                              | |
| 1964?                  | What Makes Sammy Run?             | Warner Bros.                              | |
| 1981?                  | At the Piano                      | Trend Records (en)/Discovery Records (en) | |
| 1991?                  | Live at the Carlyle               | DRG Records                               | avec Claudio Roditi (trompette), Jay Leonhart (en) (contrebasse), Akira Tana (en) (batterie)                                           |
| 1993?                  | This Heart of Mine                | DRG                                       | avec Jerome Richardson (sax ténor, sax alto), Art Farmer (trompette), Jay Leonhart et Frank Tate (contrebasse), Joe Cocuzzo (batterie) |
| 1995?                  | Everything I Love                 | DRG                                       | |
| 2003?                  | Live at Birdland                  | Harbinger                                 | |
| 2006                   | I Wished On the Moon              | Venus Records (en)                        | Trio, avec Jay Leonhart (contrebasse), Joe Coccuzzo (batterie)                                                                         |
| 2008                   | Something to Live For             | Harbinger                                 | Quartet, avec Ken Peplowski (en) (tenor sax, clarinet), Jay Leonhart (contrebasse), Alvin Atkinson (batterie); en concert              |
| 2010                   | How Long Has This Been Going On?  | Harbinger                                 | Quartet, avec Ken Peplowski et al. ; en concert                                                                                        |
| 2016?                  | Barbara Carroll Plays at Birdland | Birdland                                  | avec Jay Leonhart (contrebasse) ; en concert                                                                                           |